# Вавилон (сайт)
Вавилон: Современная русская литература — русскоязычный литературный сайт, открывшийся 30 сентября 1997 года. Представляет собой библиотеку русской литературы (преимущественно поэзии) за последние полвека; кроме того, как указывает Сергей Костырко, первоначально «Вавилон» выполнял функцию Журнального зала для тех журналов и альманахов, которые публиковали «молодую и „альтернативную“ (по отношению к мейнстримовской) литературу».
Хостинг, доменное имя и дизайн сайта предоставлены Артемием Лебедевым, причём бесплатно.

Это подробный и акцентированный, хотя и неизбежно частный взгляд на современную русскую поэзию. Сама попытка собрать и представить заинтересованной публике достижения современной поэзии была и остается полностью оправданной. В самбой многочисленности представленных поэтов есть скромность коллекционера, так необходимая в периоды распада системы. «Вавилонская» библиотека — это тот статистический материал, который в дальнейшем может быть осмыслен и обобщен. Но этот материал сначала должен быть предъявлен, с этого чисто номинативного предъявления и начинается осмысление и исследование новой поэзии,

— писал о сайте «Вавилон» на страницах журнала «Новый мир» литературный критик Владимир Губайловский.
Сайт «Вавилон» привлёк к себе внимание и зарубежных специалистов. Так, Хенрике Шмидт полагает, что его «вполне можно считать новой энциклопедией, в которой есть все знания, необходимые читателю для того, чтобы стать контрагентом современного литературного процесса». В качестве основного источника текстов при изучении современной литературы рекомендует сайт студентам американская славистка Стефани Сандлер.
Помимо электронной библиотеки в состав сайта входят также сетевая версия информационного бюллетеня «Литературная жизнь Москвы», Интернет-проект Дмитрия Кузьмина «Современная малая проза», страница Второго Всероссийского конкурса хайку, мемориальный сайт переводчицы Норы Галь, литературный проект «В моей жизни», Собрание сочинений поэта Германа Лукомникова и ряд других страниц. Кроме того, с 2003 года на сайте действует галерея «Лица русской литературы», включающая фотографические (и, изредка, живописные) изображения современных авторов, главным образом взятые из частных собраний литераторов и фотографов. К открытию галереи была приурочена выставка в Общественном центре имени Андрея Сахарова, на которой были представлены портреты 107 поэтов; в 2007 году выставка была повторена в Норильске в рамках Первого Норильского фестиваля современной поэзии.
В 2003 г. сайт «Вавилон» вошёл в пятёрку номинантов Национальной Интернет-премии по разделу «Литература».